# Dominikuskreuz

Dominikuskreuz

Das Dominikuskreuz ist in der Heraldik eine gemeine Figur und als Wappenfigur nicht oft im Wappen zu finden.
Dargestellt wird ein in den vorrangigen Farben Schwarz und Weiß geviertes Kreuz mit in Lilien auslaufenden Kreuzarmen.
Das Kreuz kann nicht seinem Namensgeber, beziehungsweise seiner Entstehung, eindeutig zugeordnet werden. Dominikus (um 1170–1221) war ein spanischer Ordensstifter und Gründer des Dominikanerordens.